# Cyprinella leedsi
Cyprinella leedsi är en fiskart som först beskrevs av Fowler 1942.  Cyprinella leedsi ingår i släktet Cyprinella och familjen karpfiskar. Inga underarter finns listade i Catalogue of Life.